# Maud Howe Elliott
Maud Howe Elliott (9 de noviembre de 1854-19 de marzo de 1948) fue una novelista americana, más conocida por su colaboración en la biografía de su madre Julia Ward Howe, 1819-1919 (1915), que escribió junto a sus hermanas, Laura E. Richards y Florence Howe Hall, y que fue premiada con el premio Pulitzer (1917). Entre sus obras también se encuentran A Newport Aquarelle (1883); Phillida (1891); Mammon, posteriormente publicada como Honor: A Novel (1893); Roma Beata, Letters from the Eternal City (1903); Sun and Shadow in Spain (1908); The Eleventh Hour in the Life of Julia Ward Howe (1911); Three Generations (1923); Lord Byron's Helmet (1927); John Elliott, The Story of an Artist (1930); My Cousin, F. Marion Crawford (1934); y This Was My Newport (1944).

## Biografía
Maud Howe nació el 9 de noviembre de 1854 en la Escuela Perkins para Ciegos de Boston, fundada por su padre, Samuel Gridley Howe. Su madre fue la autora y abolicionista Julia Ward Howe. Era la hija menor del matrimonio. En 1887 se casó con el artista inglés John Elliott, miembro de la alta sociedad y uno de los miembros fundadores de la Sociedad de las Cuatro Artes en Palm Beach, Florida. Howe fue la presidenta honoraria de la organización hasta su muerte.
Después de su matrimonio, vivió en Chicago (1892–93) e Italia (1894-1900/1906-1910), antes de trasladarse a Newport, donde pasó el resto de su vida. Fue miembro fundador de la Asociación de Arte de Newport, del que fue secretaria de 1912 a 1942.  Howe también fue fundadora del Partido Progresista y participó en el movimiento sufragista .  En 1920, cuando las mujeres obtuvieron el derecho al voto, Maud Howe Elliott no pudo votar porque una ley del Congreso revocó su ciudadanía. Esta ley se dirigió específicamente a mujeres nacidas en Estados Unidos que se habían casado con extranjeros, despojándolas de sus derechos de ciudadanía. En particular, esta legislación sólo afectaba a las mujeres, ya que los hombres casados con ciudadanos extranjeros conservaban su ciudadanía.  Maud estuvo muy influenciada por las ideas y convicciones de su madre sobre el papel de la mujer en la sociedad y, particularmente, en términos del sufragio femenino.  Luchó fervientemente para que las mujeres se liberaran de las expectativas sociales y los roles que les determinaba una sociedad dominada por los hombres. En 1940, se le atribuyó el título honorífico de Doctora en Letras de la Universidad de Brown. 
La escritora, junto a su marido, mantuvo una estrecha amistad y una relación artística con el pintor sevillano José Villegas Cordero, director del Museo del Prado (Madrid, España) a través de los años y las fronteras. Visitaron España en más de una ocasión. El libro de viajes de Howe, Sun and Shadow in Spain (1908), manifiesta esta relación con su inclusión de obras del pintor, una de "las varias versiones en pequeño formato" que éste hizo de su cuadro La muerte del maestro - en la obra aparece con el título The Death of the Matador - y "una ilustración de El triunfo de la dogaresa con el título en italiano, La dogaressa" (Sánchez Mellado y Boone 423-4). La misma obra narra, también, episodios como la asistencia a la boda real de Fernando de Baviera y la infanta María Teresa de Borbón en 1906 o las visitas del pintor al Museo del Prado (Sánchez Mellado y Boone 427-8). El pintor también llegaría a inmortalizar a ambos, a Maud "como escritora" y a John "como pintor" (Sánchez Mellado y Boone 424).  Murió el 19 de marzo de 1948 en Newport, Rhode Island.